# 瑞樹カンナ
瑞樹 カンナ（みずき かんな、1987年10月6日 - ）は、日本の元レースクイーン、元モデル。
宮城県出身。元フィートプロモーション所属。モデル撮影会出演やイベントコンパニオンの仕事をしていた他、舞台女優としても活動していた。撮影会は2017年3月25日のsmooth撮影会を以って卒業。同年4月30日付のブログで芸能界を引退したこと、すでに結婚&出産していたことを明らかにした。

## 人物
- 趣味は舞台鑑賞。
- 特技はバレーボール、ドッジボール
- 3歳上の姉がいる[6]。

## 主な活動

### レースクイーン
- 鈴鹿8時間耐久ロードレース・DENSOレースクイーン（2013年）[7]

### イベント
- 東京モーターショー:豊田自動織機[8]（2011年）
- 東京オートサロン:ケンウッド[9]（2012年）
- 第55回オールスター競輪イメージガール（2012年9月）相方：能勢ひとみ[10][11]
- 東京オートサロン:GOOD YEAR[12]（2013年）[13]
- 東京ゲームショウ:GREE（2013年）
- 東京モーターショー:YAMAHA（2013年）
- 東京オートサロン:グッドイヤー[12]（2014年）[14]
- 東京オートサロン:グッドイヤー（2015年）[15][12]
- 東京オートサロン:ブリヂストン（2016年）[16][17]
- ドラッグストアーショー:太田胃散（2016年）[18][19]
- AnimeJapan:東北新社「牙狼-GARO-」（2016年）[20][21]
- Sportec 2016:オークローンマーケティング Shop Japan ブース（2016年）[22][23]
- 東京ゲームショウ:6waves ブース（2016年）[24][25]
- 東京オートサロン:ブリヂストン（2017年）[26]
- ニコニコ超会議2017:第一興商カラオケDAMブース（2017年）これにてコンパニオンを卒業[27]

### 舞台
- 大和メ組「金の手鏡〜snow dropバージョン〜」（2012年1月9日、ラゾーナ川崎プラザソル）[28]
- 大和メ組「夢ひとときの万華鏡」（2012年4月24日〜5月14日、南青山Venous）[28]
- 劇団kanikuso「春のは、夏のな。」（2012年7月25日〜29日、上野ストアハウス）[29]
- 劇団kanikuso「秋のき、冬のゆ。」（2013年2月27日〜3月3日、上野ストアハウス）[30]